# Goizueta
Goizueta è un comune spagnolo di 886 abitanti situato nella comunità autonoma della Navarra.
Venne fondata nel XIII secolo dalla famiglia de Goyzueta, di origini normanne, stabilitasi, infine, nel XVIII secolo a Napoli.